# Blumea zeylanica
Blumea zeylanica là một loài thực vật có hoa trong họ Cúc. Loài này được Grierson mô tả khoa học đầu tiên năm 1974.